# 塔塔汽車
塔塔汽車有限公司（英語：Tata Motors Limited，NYSE: TTM）是印度的汽車廠商，隸屬於塔塔集團。

## 主要汽車產品線

### 轎車

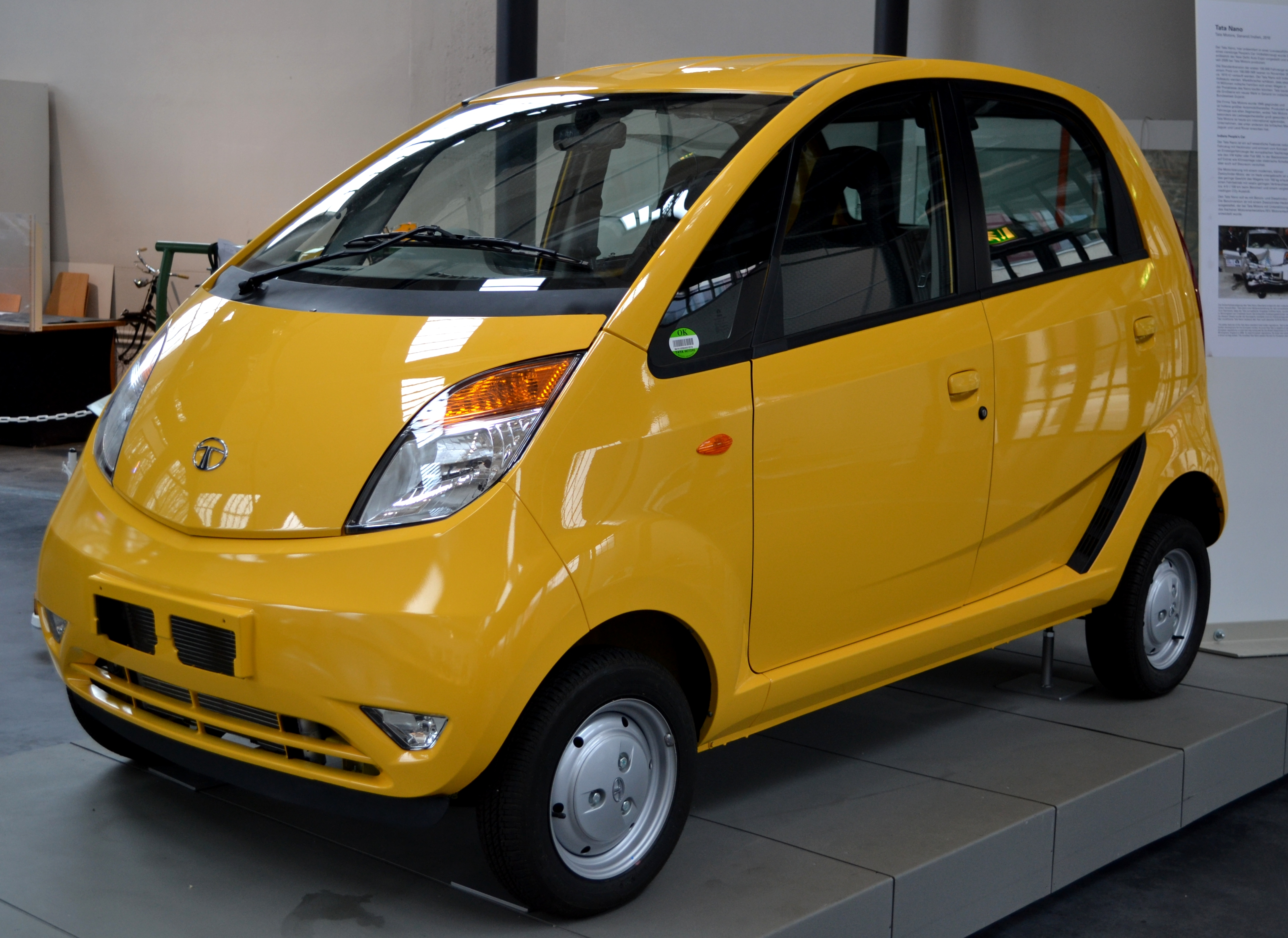
塔塔納努

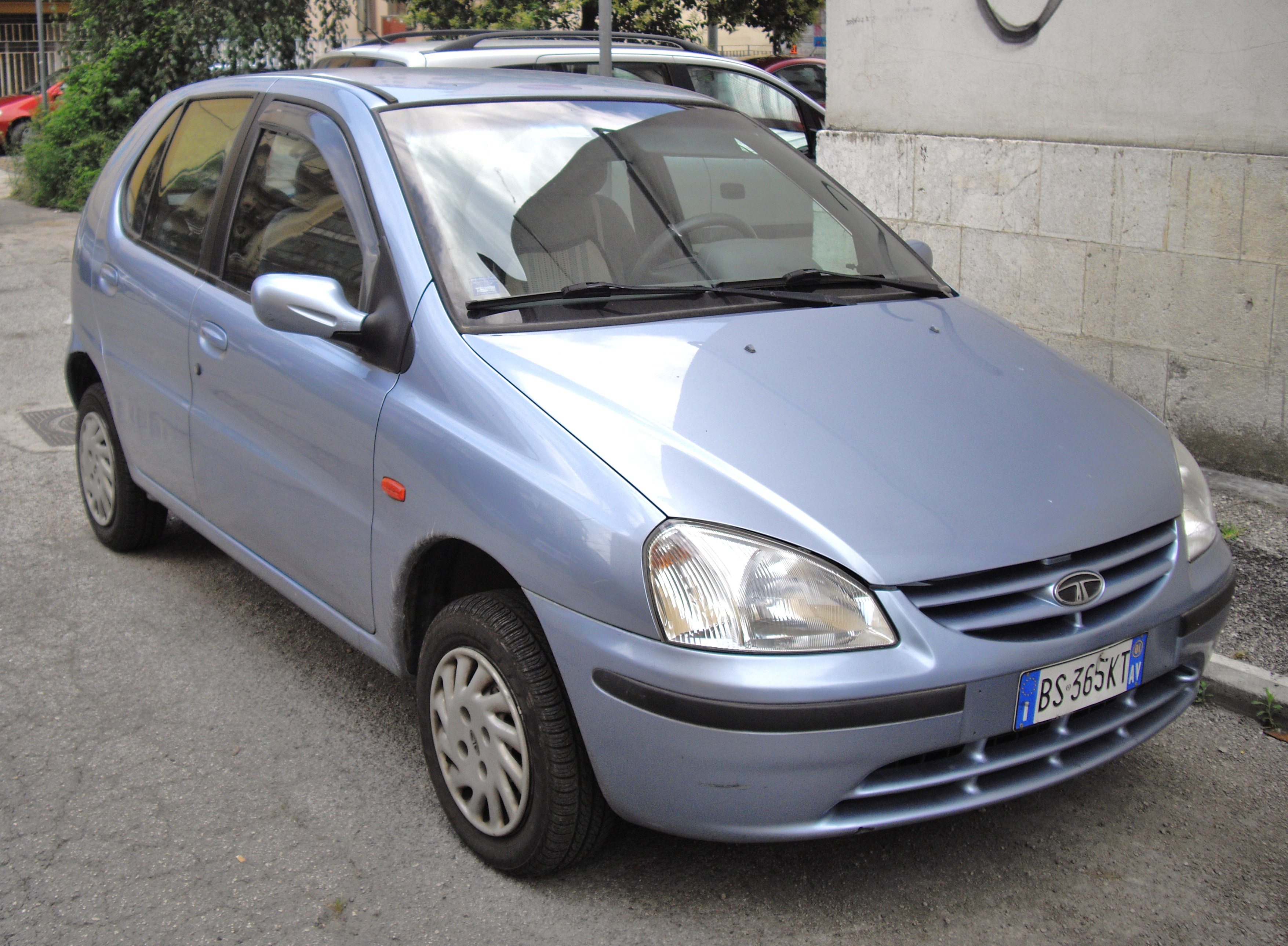
塔塔 Indigo

- 塔塔纳努（Nano）：纳努是在2008年1月10日時於新德里汽車展上所發表的新款汽車（624毫升、後置引擎、可五人搭乘），並且在2009年3月23日在印度開始上市。售價為10萬印度盧比（約2000美元），是目前最便宜的量產汽車[2]。
- Indica：1998年上市。斜背式超小型汽車。
- Indigo：2002年上市。以Indica為主體改款的轎車。
- Indigo Marina：2004年上市。以Indigo為主體改款的旅行車。
- 罗孚：2008年3月从福特汽车公司购得。
- 捷豹：2008年3月从福特汽车公司购得。
- 路虎：2008年3月从福特汽车公司购得。
- 丹拿：2008年3月从福特汽车公司购得。

### 休旅車和越野車

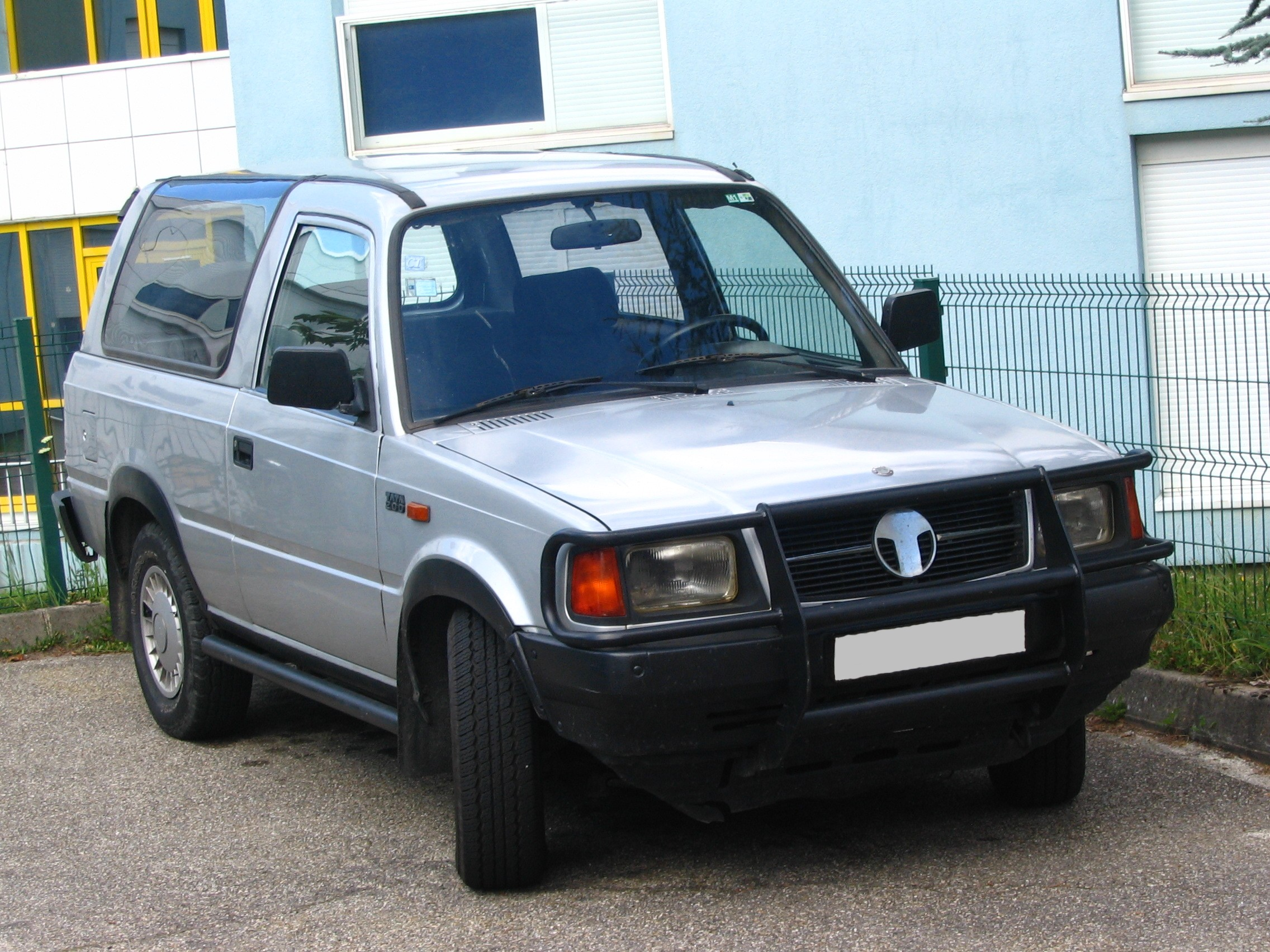
塔塔 Sumo

- Safari：1998年發售的休旅車款。2005年追加大幅改良為搭載3000毫升新式柴油引擎車款。在日產及雪弗蘭汽車都有同名的車款，但是並沒有任何關係。
- Sumo：1994年發售的越野車。
- 路虎：2008年3月从福特汽车公司购得。

### 商用車和貨車
- Ace：2005年發售的輕型貨車，搭載700毫升的柴油引擎，載重750公斤。
- Magic：2007年發售的車款，從Ace演伸出來的小型貨車。
- TL/207 DI：貨卡車。
- Winger：2007年發售的大型多功能休旅車。
- Novus：塔塔大宇開發的大型卡車。2005年12月引進到印度，比韓國晚一年發售。另外韓國也新增了中型車款。

## 外部連結
- Tata Motors （页面存档备份，存于）
- Tata Daewoo Commercial Vehicle （页面存档备份，存于）
- 塔塔汽車